# Pirania (film 1978)

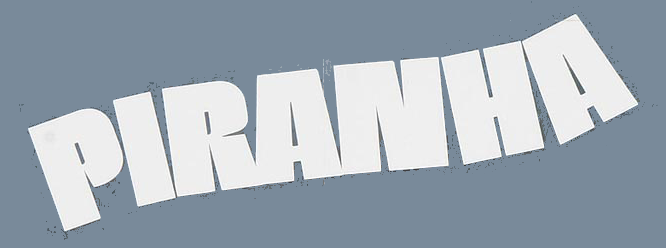
Oficjalne logo filmu Pirania z 1978 roku

Pirania – amerykański horror z 1978 roku w reżyserii Joego Dante.

## Obsada
- Bradford Dillman jako Paul Grogan
- Heather Menzies jako Maggie McKeown
- Kevin McCarthy jako Dr Robert Hoak
- Keenan Wynn jako Jack
- Dick Miller jako Buck Gardner
- Barbara Steele jako Dr Mengers
- Belinda Balaski jako Betsy
- Melody Thomas Scott jako Laura Dickinson
- Bruce Gordon jako Pułkownik Waxman
- Barry Brown jako Żołnierz
- Paul Bartel jako Pan Dumont